# Phaeophyscia hirsuta
Phaeophyscia hirsuta är en lavart som först beskrevs av Konstantin Sergejevitj Merezjkovskij, och fick sitt nu gällande namn av Essl. Phaeophyscia hirsuta ingår i släktet Phaeophyscia och familjen Physciaceae.   Inga underarter finns listade i Catalogue of Life.